# Qaumi Taranah
“Qaumi Tarānah" o "La Terra Secreta" (Himne nacional en urdú) és l'himne nacional pakistanès. Fou compost per Ahmad Ghulam Ali Chagla el 1949 i la seva lletra ha estat escrita per Hafeez Jalandhari el 1952. Va ser adoptat el 16 d'agost del1954. Anteriorment havia estat l'himne del Domini del Pakistan.
Els 11 cantants més importants del Pakistan el canten després que hagi estat adoptat com a himne oficial.

## Història
A principis de 1948, A. R. Ghani, un musulmà del Transvaal, Sud-àfrica ofereix dos premis de cinc mil rupies per a qui compongui tant la música com que escrigui la lletra de l'himne nacional del nou estat del Pakistan independent. Els premis són anunciats a través d'anuncis de premsa del govern publicats el juny de 1948. El desembre de 1948, el Govern del Pakistan estables el Comitè de l'himne del Pakistan (NAC) encarregada de compondre l'himne. Aquest comitè incloïa molts polítics, poetes i músics.
Quan el 30 de gener de 1950 el president d'Indonèsia Sukarno esdevé el primer cap d'estat a visitar el país encara no hi ha cap himne nacional oficial. La visita de Mohammad Reza Pahlavi d'Iran fa que sigui més urgent disposar d'un himne oficial. Per això el NAC examina diverses melodies i se'n selecciona una que ha estat composta per Ahmed G. Chagla. El 21 d'agost de 1950 el Govern pakistanès adopta aquesta composició musical com a himne nacional.
L'1 de març de 1950 una banda de l'Armada del Pakistan interpreta per primera vegada l'himne, que encara no té lletra, davant el xa iranià a Karachi.
El 3 de maig de 1950 també és interpretat en la visita del Primer Ministre del Pakistan Liaqat Ali Khan en la seva visita oficial als Estats Units d'Amèrica.
El 16 d'agost del 1954 l'himne és reconegut de manera oficial pel Ministre d'Informació i Medis de Comunicació. Després que el govern hagi distribuït la composició musical entre diversos poetes, es reben centenars de lletres de canó que ha d'avaluar el NAC.El 13 d'agost del 1954 s'escull la poesia de Hafeez Jalandhari com a lletra de l'himne. Aquest cantant la canta per primera vegada de manera pública a través de la Ràdio Pakistan.
El 14 d'agost de 2011 5857 persones canten de conjuntament el "Qaumi Taranah", cosa que representa un nou rècord mundial per el número de persones que canten un himne nacional de manera simultània.
El 22 d'octubre de 2012 70.000 persones canten l'himne de manera simultània a l'estadi de Lahore. El Guinness World Records certifica que aquest fet representa un nou rècord mundial de persones que canten simultàniament un himne nacional.
El 4 d'agost de 2017 es fa una gravació col·laborativa del Qaumi Taranah per a celebrar els 70 anys del Pakistan.
El 2021 el Ministre d'Interior Fawad Chaudhry anuncia que l'himne nacional ha de ser gravat de nou perquè tingui millor qualitat. El 14 d'agost de 2022 es completa aquest projecte amb la participaciód e 155 cantants, 48 músics i 6 directors musicals.

## Música
La música, composta per Ahmad G. Chagla el 1949, reflecteix tant la música occidental com l'oriental. És interpretat per un conjunt de 21 instruments musicals i s'utilitzen 38 tons diferents per a interpretar l'himne nacional, que té una duració normal de 80 segons.

## Lletra
La lletra està escrita en alt urdú clàssic i ha estat escrita pel poeta en llengua urdú Hafeez Jalandhari el 1952. No es repeteixen els versos en les tres estrofes. La lletra inclou vocabulari poètic persa, i les úniques paraules derivades del sànscrit són "ka" i "tu".

### En llengua Urdú
| Text original en escriptura Nastaliq | Urdú en alfabet llatí | Transcripció IPA |
| ------------------------------------ | --- | --- |
| Plantilla:Nq                         | Pāk sarzamīn shād bād Kishwar-e-hasīn shād bād Tu nishān-e-azm-e-āli shān Arz-e-Pākistān! Markaz-e-yaqīn shād bād Pāk sarzamīn ka nizām Quwwat-e-ukhuwwat-e-awām Qaum, mulk, saltanat Pāyindah tābindah bād! Shād bād manzil-e-murād Parcam-e-sitārah-o-hilāl Rahbar-e-taraqqi-o-kamāl Tarjumān-e-māzi, shān-e-hāl Jān-e-istiqbāl! Sāyah-ye-khudā-ye-zūl-jalāl | [paːk səɾ.zə.miːn ʃaːd baːd ǀ] [kɪʃ.ʋə.ɾ‿e‿hə.siːn ʃaːd baːd ǀ] [tuː nɪ.ʃaː.n‿e‿əz.m‿e‿aː.liː‿ʃaːn] [əɾ.z‿e‿paː.kɪs.taːn ǀ] [məɾ.kə.z‿e‿jə.qiːn ʃaːd baːd ǁ] [paːk səɾ.zə.miːn kaː nɪ.zaːm ǀ] [qʊʋ.ʋə.t‿e‿ʊ.xʊʋ.ʋə.t‿e‿ə.ʋaːm ǀ] [qɔːm ǀ mʊlk ǀ səl.tə.nət] [paː.(j)ɪn.daː taː.bɪn.daː baːd ǀ] [ʃaːd baːd mən.zɪ.l‿e‿mʊ.ɾaːd ǁ] [pəɾ.t͡ʃə.m‿e‿sɪ.taː.ɾaː‿oː‿hɪ.laːl ǀ] [rɛɦ.bə.ɾ‿e‿tə.ɾəq.qiː‿oː‿kə.maːl ǀ] [təɾ.d͡ʒʊ.maː.n‿e‿maː.ziː ʃaː.n‿e‿haːl] [d͡ʒaː.n‿e‿ɪs.təq.baːl ǀ] [saː.jaː.(j)e‿xʊ.daː.(j)e‿zʊː‿l.d͡ʒə.laːl ǁ] |